# Vodní nádrž Šance
Vodní nádrž Šance je údolní přehradní nádrž na horním toku řeky Ostravice v Moravskoslezských Beskydech, vybudovaná v letech 1964 až 1969. Název je odvozen od vrchu Šance (576 m) na levém břehu poblíž hráze. Při stavbě přehrady byla mj. zatopena centrální část obce Staré Hamry a zrušena železniční trať z Frýdlantu nad Ostravicí do Bílé v úseku Ostravice-Bílá; silnice do Bílé musela být přeložena na estakádu ve svahu nad levým břehem. Hlavním účelem přehrady, situované pod řídce zalidněnou oblastí uprostřed Beskyd, je v současnosti shromažďování zásob pro výrobu pitné vody v úpravně Nová Ves ve Frýdlantu nad Ostravicí. Nádrž proto podléhá hygienické ochraně a koupání i jiné rekreační aktivity jsou v ní zakázány. Důležitým vedlejším využitím je regulace průtoku a ochrana před povodněmi. Na svahu kopce Čupel nad přehradou se vyskytuje aktivní sesuv Řečice, který se monitoruje kvůli riziku jeho sesutí a vzniku tsunami.

## Vodní režim
Průměrný průtok 3,11 m³/s.

### Přítoky
- Ostravice (tj. Bílá a Černá Ostravice, stékající se necelé 2 km před začátkem vzdutí)
- Červík
- Velký potok
- Jamník
- Poledňana
- Řečice

## Hráz
- šířka paty hráze: 195 m
- šířka koruny hráze: 6 m
- délka hráze v koruně: 342 m
- délka hráze u paty: 215 m
- objem hrázového tělesa: 1,34 milionu m³

### Instalovaný energetický výkon
- Francisova turbína 0,84 MW
- Bánkiho turbína 0,23 MW

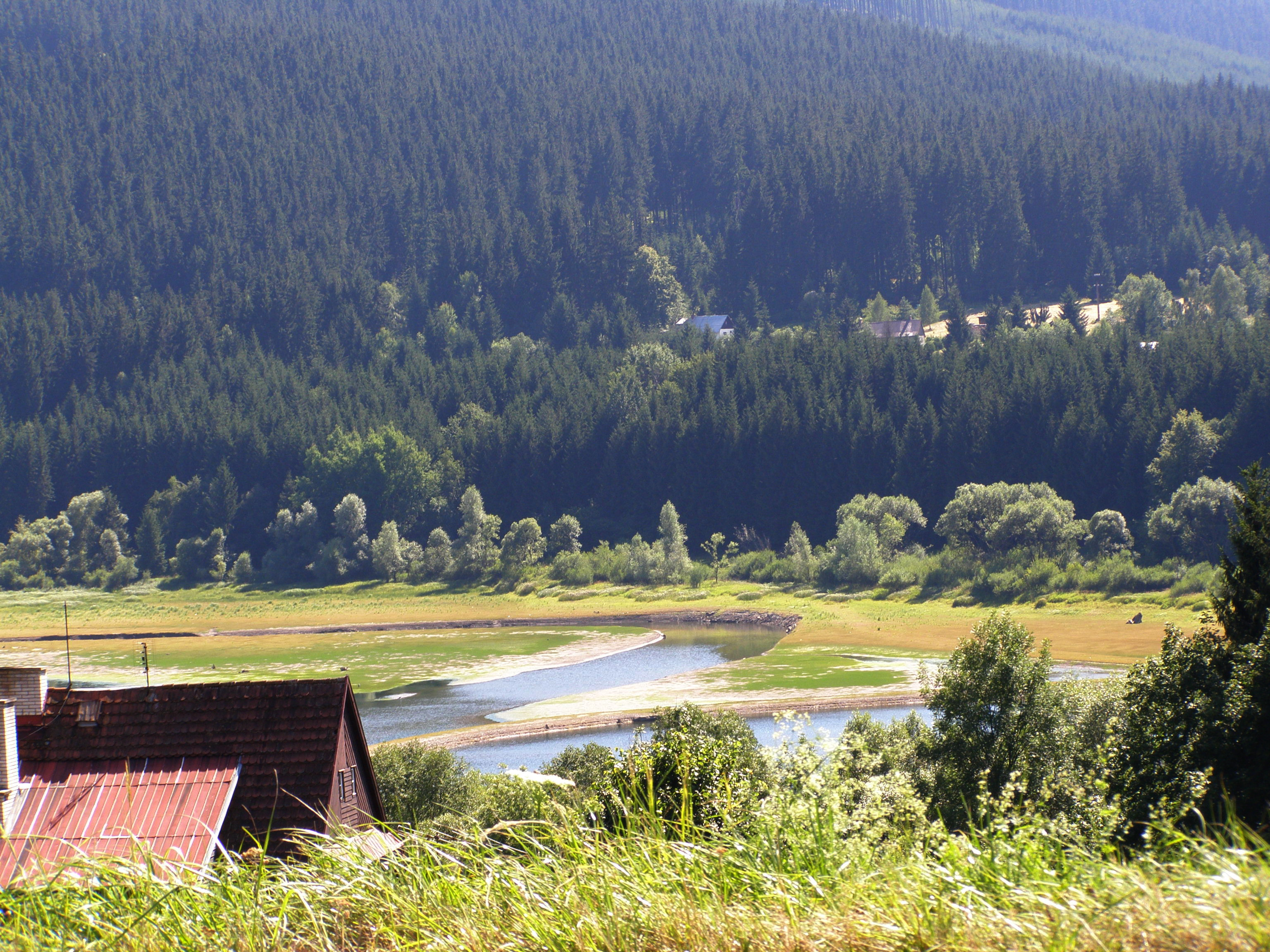
Šance, Staré Hamry – místo průběhu bývalé železniční tratě a vtékání řeky Ostravice
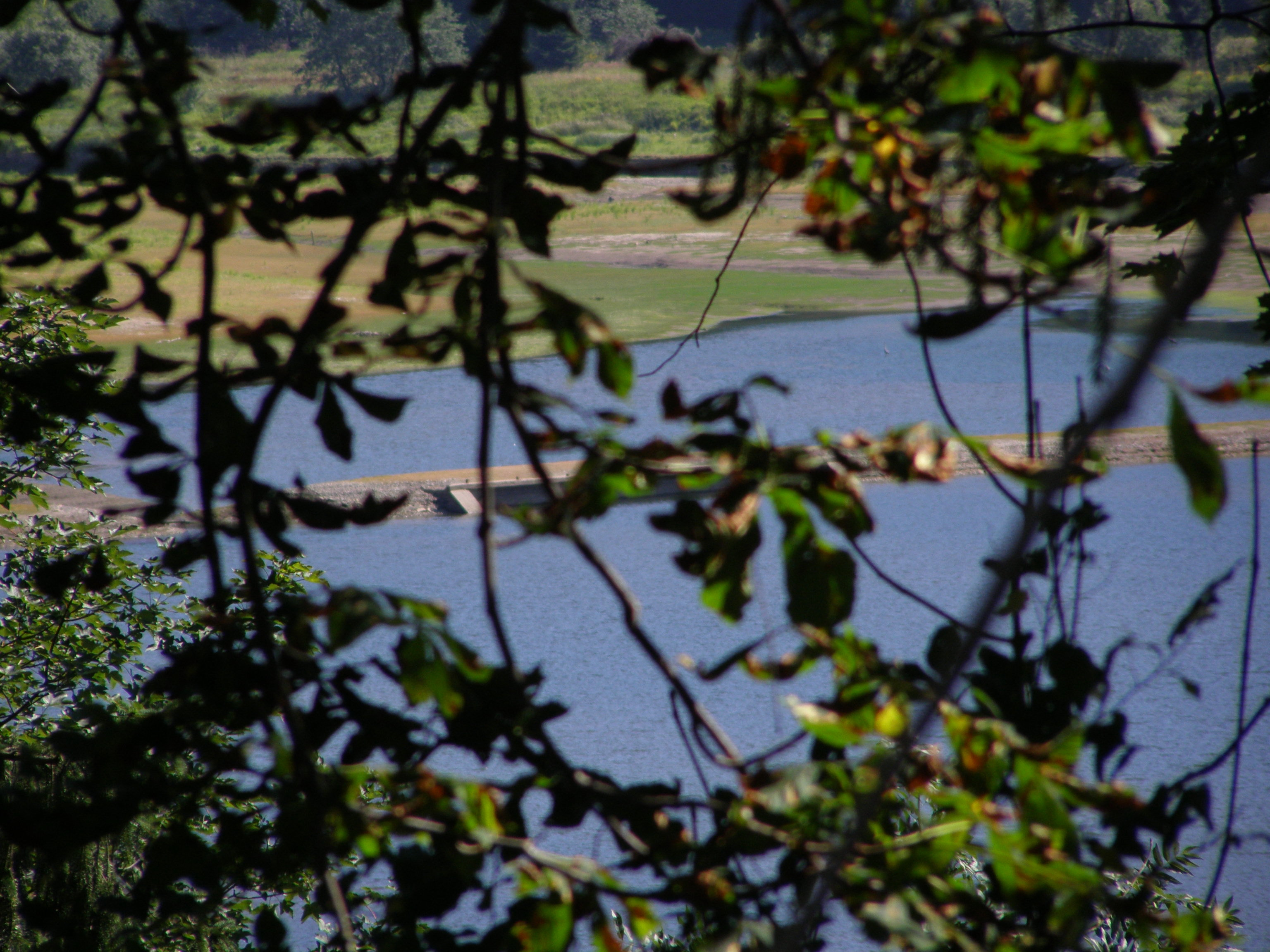
Staré Hamry, dnes již nepřístupný most, viditelný jen při nižší hladině
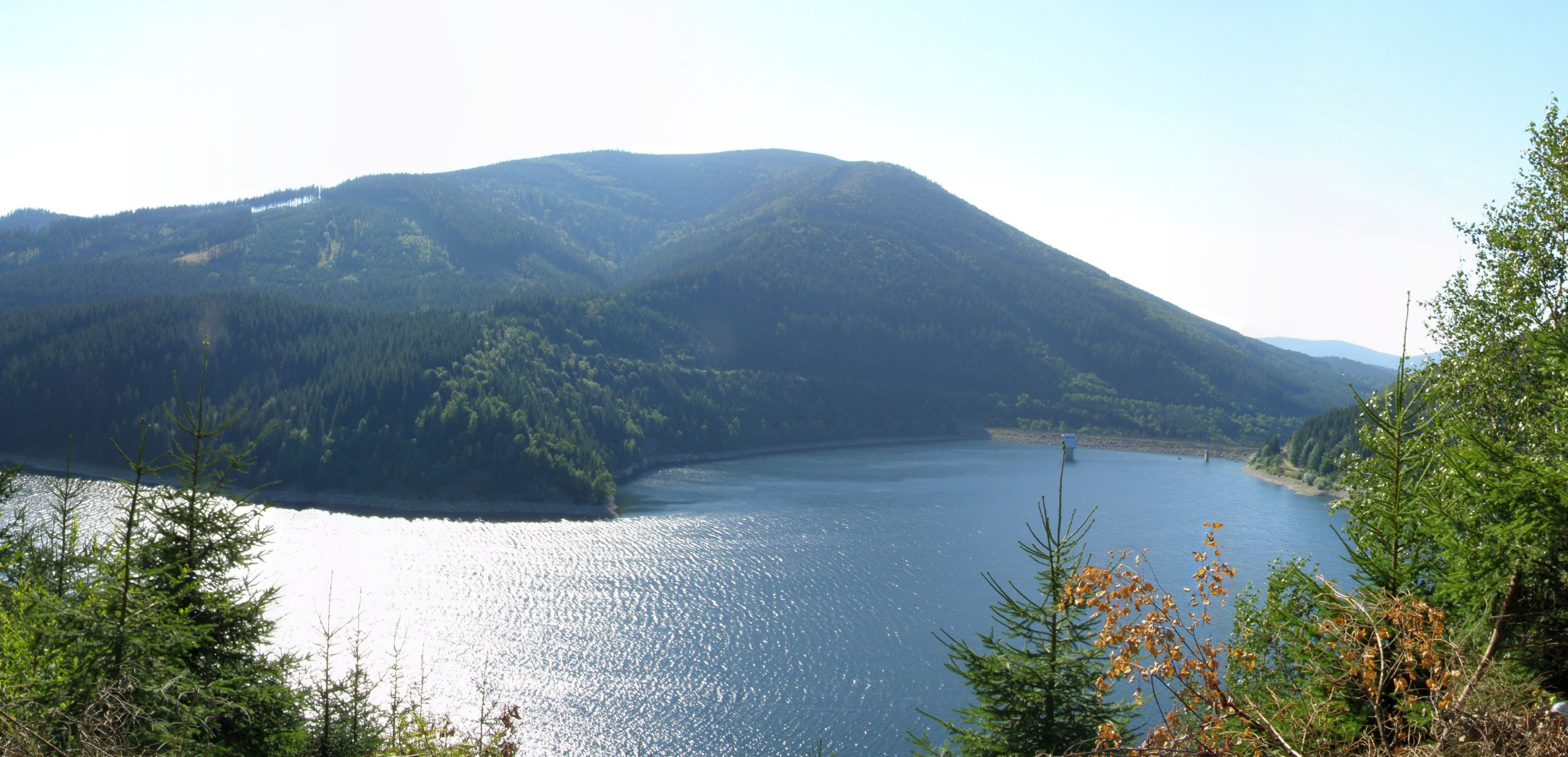
Panoramatický pohled od jihovýchodu
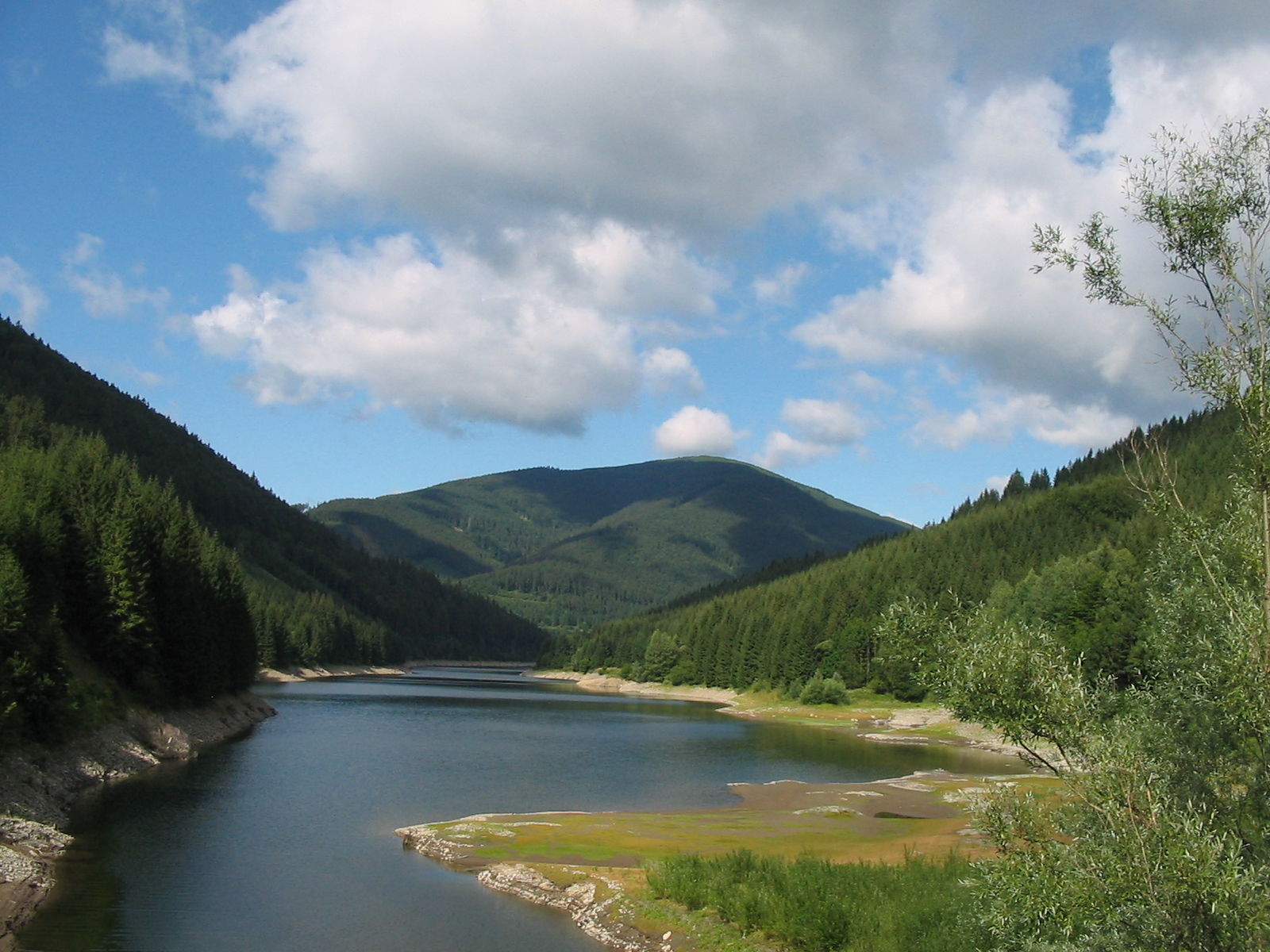
Masarykovo údolí